# パヴェレツカヤ駅 (ザモスクヴォレーツカヤ線)
座標: 北緯55度43分50秒 東経37度38分16秒 / 北緯55.7305度 東経37.6377度
パヴェレツカヤ駅（パヴェレツカヤえき、ロシア語: Павелецкая）は、モスクワ地下鉄2号線の駅。ロシア鉄道のパヴェレツキー駅と接続している。
5号線のパヴェレツカヤ駅ともつながっている。

## 歴史
1943年11月20日に2号線の途中駅として開業した。

## 乗り換え
- パヴェレツカヤ駅（モスクワ地下鉄5号線）
- パヴェレツキー駅（鉄道駅）